# Postójne
Postójne (ukr. Постійне) – wieś na Ukrainie, w obwodzie rówieńskim, w rejonie rówieńskim, w hromadzie Deraźne. W 2001 liczyła 1984 mieszkańców, spośród których 1977 wskazało jako ojczysty język ukraiński, 5 rosyjski, a 2 białoruski.
W okresie międzywojennym wieś znajdowała się w granicach II RP, wchodząc w skład gminy Deraźne w powiecie kostopolskim, w województwie wołyńskim.